# Форакер (Оклахома)
Форакер (енгл. Foraker) град је у америчкој савезној држави Оклахома.

## Демографија
По попису из 2010. године број становника је 19, што је 4 (-17,4%) становника мање него 2000. године.
| Група             | 2000.      | 2010.      |
| Белци             | 17 (73,9%) | 16 (84,2%) |
| Афроамериканци    | 0 (0,0%)   | 0 (0,0%)   |
| Азијати           | 0 (0,0%)   | 0 (0,0%)   |
| Хиспаноамериканци | 1 (4,3%)   | 1 (5,3%)   |
| Укупно            | 23         | 19         |